# アストリッド・ウィンケルマン
アストリッド・ウィンケルマン（オランダ語: Astrid Winkelman、1970年6月3日 - ）は、オランダ、ロッテルダム出身のフィギュアスケート選手（女子シングル)。
1990年ヨーロッパフィギュアスケート選手権オランダ代表。

## 主な戦績
| 大会/年        | 1986-87 | 1987-88 | 1988-89 | 1989-90 |
| -------------- | ------- | ------- | ------- | ------- |
| 欧州選手権     |         |         |         | 20      |
| オランダ選手権 | 3       | 1       |         | 1       |